# Büchsengasse 12

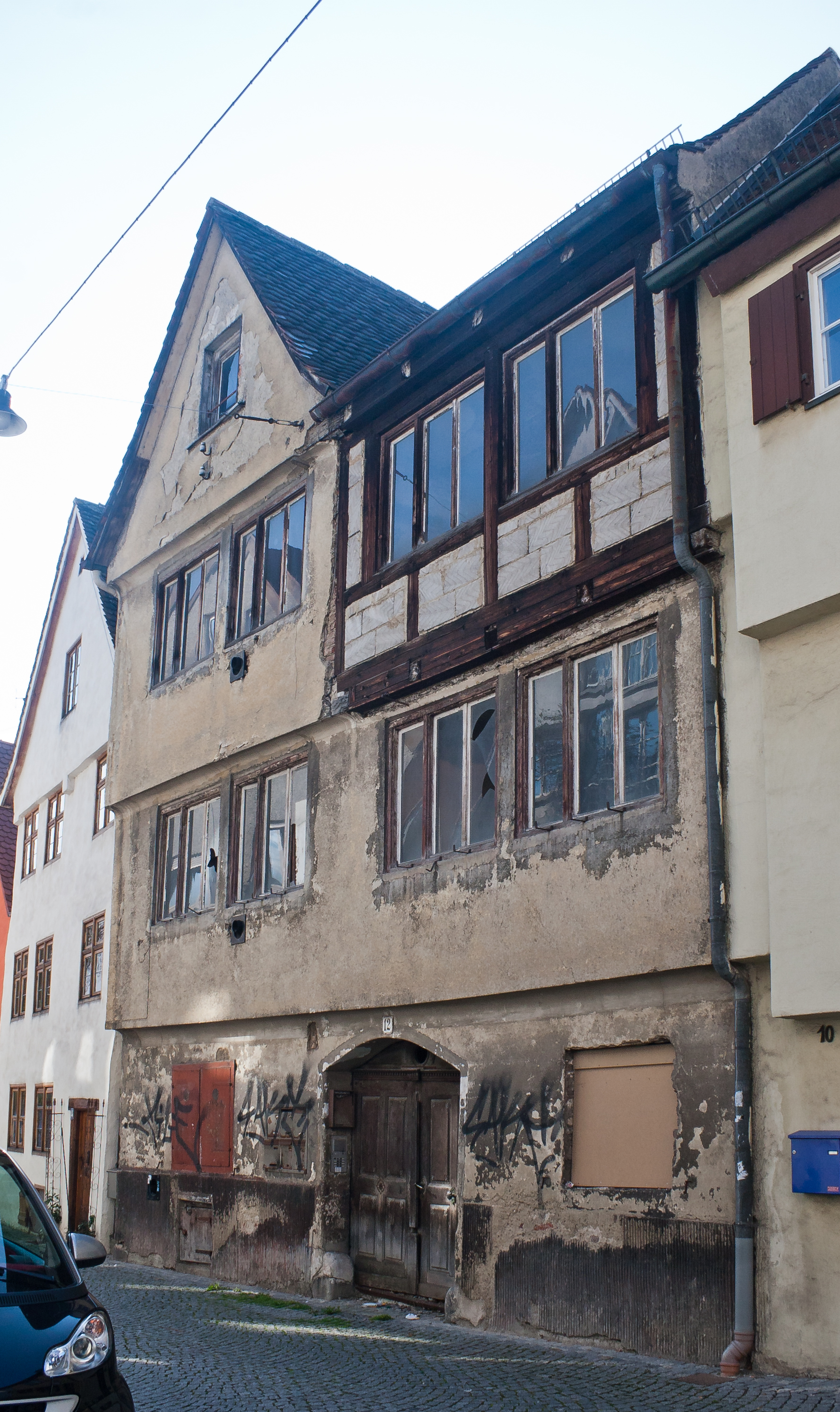
Büchsengasse 12 in Ulm (2011, vor der Renovierung)

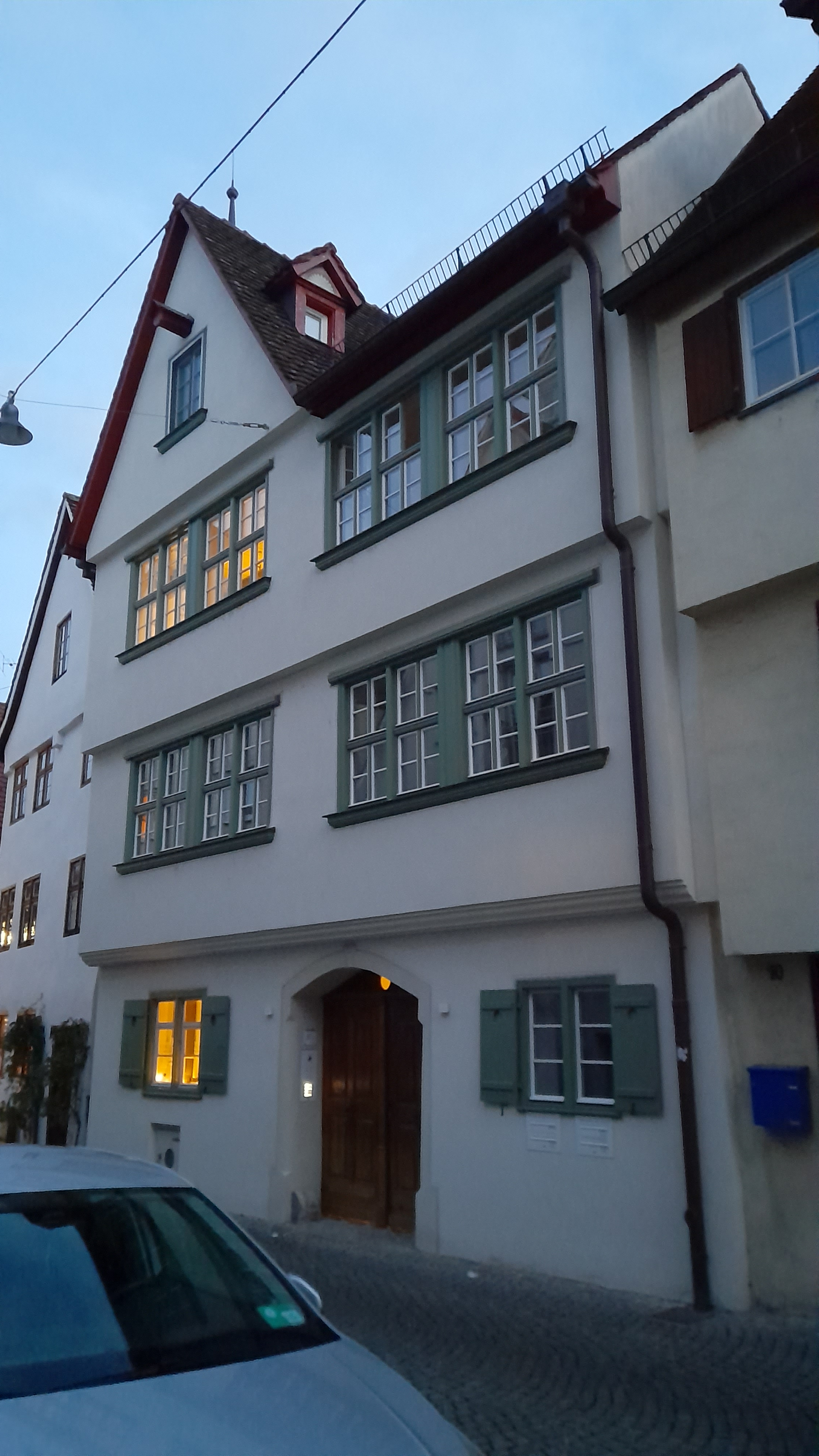
Das Haus nach der Renovierung

Das Gebäude Büchsengasse 12 in Ulm, einer Stadt in Baden-Württemberg, ist ein geschütztes Kulturdenkmal.
Das giebelständige Fachwerkhaus mit Traufanbau besitzt eine Vorderseite zur Büchsengasse von 1630. Das Rückgebäude mit angeblattetem Fachwerk wird auf das Spätmittelalter datiert. mittelalterlich. Dendrochronologisch ist das Jahr 1410/11 nachgewiesen. Das Wohnhaus wurde 1790 umgebaut.
Im Haus befinden sich Reste von Renaissance-Stuckdecken ein barockes Treppenhaus und ein klassizistisches Hofeingangstor. Die Holztäferdecken und die Dielen- und Fliesenböden stammen aus dem 18. Jahrhundert. Im Keller des Vorderhauses wurde ein Brunnen entdeckt. Von besonderem Denkmalwert ist die Stube im Querflügel die im spätgotischen Stil mit vierteiligem Fensterband erhalten ist.
Im April 2018 wurde das Gebäude nach umfangreichen Renovierungsarbeiten als Denkmal des Monats und mit dem Denkmalschutzpreis Baden-Württemberg ausgezeichnet.